# Divinity II: Ego Draconis
Divinity II: Ego Draconis — компьютерная ролевая игра с видом от третьего лица, разработанная бельгийской студией Larian. На территории Германии и странах Benelux игру выпустила компания dtp entertainment AG в 2009 году, в России игру под названием «Divinity 2. Кровь драконов» издала фирма 1С. В 2010 году было выпущено дополнение Divinity II: Flames of Vengeance, после чего игра была переиздана под новым названием Divinity II: The Dragon Knight Saga. В 2012 году игра была вновь переиздана со всеми обновлениями под заголовком Divinity II: Developer’s Cut.
Divinity II: Ego Draconis — третья игра, события которой разворачиваются в игровой вселенной Divinity, и прямое продолжение игр Divine Divinity и Beyond Divinity.

## Сюжет
Сюжет игры начинается вскоре после событий, которым посвящена игра Beyond Divinity. Благодаря своему хитроумному плану Дамиан (англ. Damian, The Damned One) находит способ вернуться в мир игры, Ривеллон (англ. Rivellon), дабы отомстить неродному отцу, Избраннику (англ. Lucian, The Divine One), который и заточил его в ловушку между мирами.
Во время долгих и кровопролитных войн (Великая Война, Битва Десяти Тысяч) один из соратников Ордена Пламенных рыцарей предаёт Избранника и вонзает ему нож в спину. Дамиан, видя, что месть его свершилась и цель достигнута, отступает со своими войсками. В Ривеллоне наступает «призрачный» мир.
Но для людей война ещё не окончена. Предателем, подло убившим Избранника, был не кто иной, как Пламенный рыцарь (англ. Dragon Knight), своего рода олицетворение древней силы Драконов в людях. Когда-то неоценимые и могущественные помощники в борьбе с Проклятым, Драконы и их Рыцари превратились в подлых предателей, подлежащих уничтожению. На волне этой всеобщей ненависти представители человеческой расы Ривеллона создают Орден Охотников на драконов (англ. Dragon Slayers), призванный находить и убивать любого дракона или Пламенного рыцаря.
Именно в качестве новобранца этого Ордена и начинает игру главный герой.

## Игровой процесс
Divinity 2. Ego Draconis выполнена полностью в 3D с видом от 3-го лица. Выполняя задания, получаемые от NPC, сражаясь с чудовищами и исследуя окружающий мир в поисках приключений, игрок продвигается к развязке игры, одновременно развивая своего персонажа — улучшая его характеристики, получая для него новые умения и навыки. Игрок взаимодействует с игровым миром через созданного им самим персонажа, обладающего собственной внешностью и определяемым игроком набором характеристик и навыков.
Персонаж, создаваемый игроком в игре, имеет три основных характеристики: очки жизни, мана и опыт, значения которых изменяются после выполнения заданий и сражений с монстрами (опыт), а также при изменении показателей персонажа (мана, очки жизни). Показателей персонажа в игре пять: живучесть, дух, сила, ловкость и ум. Показатели влияют на количество очков жизни (живучесть), маны (дух), урон, наносимый в бою, и способность парировать удары (сила), проворство и скорость реакции персонажа (ловкость), а также урон от заклинаний и сопротивляемость им (ум).
На состояние персонажа влияют модификаторы — специальные параметры, которые помогают ему справляться с опасными ситуациями. Сложение — модификатор, определяющий, насколько быстро персонаж оправляется от ран, ожогов, отравлений и других поражений, а также последствий превращения из человека в дракона и обратно. Повышенный модификатор реакции позволяет быстрее наносить удары и уклоняться от них, а высокий показатель воли означает, что персонаж будет лучше сопротивляться страху, проклятию и оглушению.
Бесклассовая система умений в игре Divinity 2. Ego Draconis разделена на две части: умения человека и умения дракона. Навыки, входящие в умения человека, можно применять только в человеческом облике, и наоборот, превращаясь в дракона, персонаж способен использовать только навыки и умения дракона. Навыки делятся на активные, применение которых возможно разово, и пассивные, которые действуют постоянно вне зависимости от желания игрока.
Боевая система состоит из двух составляющих: для человека и для дракона. Обе оперируют аналогичными способностями и характеристиками персонажа, однако сам процесс боя разнится. Мелкие наземные цели и подземелья в большинстве случаев недоступны в форме дракона, а человек не может добраться до воздушных целей и фортовых укреплений.
Мир игры является открытым, таким образом игрок волен исследовать не только наземное пространство, но и воздушное, превращаясь в дракона, при этом в любой последовательности выполняя полученные задания.
Квестовая система, то есть система получения и выполнения заданий, предоставляет игроку возможность развития персонажа одновременно с изменением некоторых частей сюжета игры. Задания в игре делятся на основные, в ходе выполнения которых раскрывается основной сюжет игры, и дополнительные, не несущие сюжетной нагрузки и созданные для развлечения игрока и развития персонажа. В ходе выполнения задания вариантов решения, как правило, несколько, и от выбора определённого варианта изменяется дальнейшая цепочка заданий и происходят определённые события в игровом мире. Развязка некоторых заданий может получить внезапное продолжение (или решение, в зависимости от того, каким образом оно выполнено.

## Саундтрек
Саундтрек к игре был написан композитором Кириллом Покровским, известным также, как участник групп Ария и Мастер. 

6 ноября 2009 года саундтрек был издан на CD в дополнение к коллекционному изданию игры компанией Snowball Studios.

Изображение CD саундтрека

Список треков:
| №   | Название                                | Длительность |
| --- | --------------------------------------- | ------------ |
| 1.  | «Divinity II Main Theme»                | 3:52         |
| 2.  | «Broken Valley Wakes»                   | 2:56         |
| 3.  | «Ominous Surroundings»                  | 2:38         |
| 4.  | «A New Dawn»                            | 3:15         |
| 5.  | «Memory of the Dragons»                 | 5:27         |
| 6.  | «Reborn»                                | 2:22         |
| 7.  | «Goblins! No Time To Waste!»            | 3:29         |
| 8.  | «Fly, Dragon, Fly»                      | 2:21         |
| 9.  | «Sleepless Nights»                      | 2:44         |
| 10. | «Waltz of Woe»                          | 2:21         |
| 11. | «Epiphany of Anguish»                   | 1:36         |
| 12. | «Tides of Battle»                       | 2:29         |
| 13. | «Inner Voice»                           | 2:24         |
| 14. | «Forgotten Foes»                        | 5:10         |
| 15. | «Festival of Immortals»                 | 3:18         |
| 16. | «Ancient Presence»                      | 2:35         |
| 17. | «From Hell»                             | 3:54         |
| 18. | «Here Be Zandalor»                      | 2:05         |
| 19. | «A Dark Day in Aleroth»                 | 2:43         |
| 20. | «Majesty of the Fjords»                 | 3:32         |
| 21. | «In the King's Gardens»                 | 2:35         |
| 22. | «Lullabies for your Inner Dragon»       | 1:36         |
| 23. | «Nasty Creatures (and Restless Guard)»  | 3:04         |
| 24. | «The Dragon Terror Patrol Will Prevail» | 3:08         |
| 25. | «Sunflower»                             | 2:23         |
| 26. | «Airborne»                              | 5:04         |

## Оценки и награды
| Сводный рейтинг    | Сводный рейтинг           |
| Агрегатор          | Оценка                    |
| ------------------ | ------------------------- |
| GameRankings       | ПК: 71,04 % X360: 63,89 % |
| Metacritic         | 72/100                    |
| Иноязычные издания |                           |
| Издание            | Оценка                    |
| Vandal Online      | 8,5/10                    |
| GameStar.de        | 83/100                    |
| Gaming.XP          | 82 %                      |
| PC Games (Germany) | 80 %                      |
| Cynamite           | 8/10                      |

| Сводный рейтинг | Сводный рейтинг |
| Агрегатор       | Оценка          |
| --------------- | --------------- |
| GameRankings    | 72,69 %         |

Лучшие Компьютерные Игры, № 11/2009 — оценка 90 %, Корона
Отличное продолжение отличной ролевой игры. Весёлая и одновременно очень серьёзная, она отправляет нас вершить судьбы миллионов в мир Ривеллон, где грядёт решающая битва между добром и злом. Сюжетные перипетии, внимание к деталям и превращение в дракона — это лишь малая толика достоинства Divinity 2.
Игромания, № 12/2009 — оценка 85 %
Larian Studios честно перерабатывают собственную концепцию семилетней давности, добавляют в неё свежие идеи (см. Систему телепатии), дают игрокам столько нелинейных квестов, сколько они смогут унести, и, чтобы добить самых привередливых фанатов жанра — разрешают порулить драконом. На наш взгляд, для отличной ролевой игры — более чем достаточно.
Навигатор игрового мира, № 10/2009 — оценка 80 %
Перед нами удивительно приятная РПГ, достойная оказаться в игротеке любого ценителя жанра.
Домашний ПК, № 12/2009 — оценка 80 %
Сюжет в Divinity II развивается неторопливо, и большую часть времени вы будете выполнять побочные квесты — некоторые весьма интересны и неожиданны. Интересной находкой является возможность попробовать себя в роли доктора Франкенштейна и создать собственное существо (собрав его из кусков тел, выпадающих из некоторых врагов) — в бою оно станет просто незаменимым.
Gameslife.ru — оценка 87 %

Секретов в Divinity 2 полно, и все помогают развивать героя; поэтому вы прилежно выполняете побочные квесты и добросовестно обходите все карты, заглядывая в каждый уголок. Таким образом, вы гарантированно натыкаетесь на приключения, которые не только полезны для прокачки, но и способны повеселить. Да и вообще, вы помните, когда в последний раз, играя в ролевую игру, вы делали пометки на карте, читали местные книги и носили с собой моток верёвки?
— Gameslife.ru
Проигры@Mail.ru — оценка 85 %
В итоге мы получили феноменально богатую на возможности и очень разнообразную RPG, которая будет интересна и поклонникам Diablo, и любителям общаться, исследовать мир, и тем, кто всегда мечтал взлететь гордым драконом к небесам или узнать, что о нём думает вон та румяная девица.
Полный текст статьи: http://progames.mail.ru/document/2831/view Архивная копия от 2 ноября 2009 на Wayback Machine
Playground.ru — оценка 78 %
Сказать, что Divinity 2 — милое развлечение на пару вечеров, язык не поворачивается. Потому что это совершенно отдельная, очень интимная и уютная жизнь. Ваша вторая жизнь.
Полный текст статьи: https://web.archive.org/web/20100304093634/http://www.playground.ru/articles/27919/
Игра заняла второе место в номинации «RPG года» (2009) журнала Игромания.

## Divinity II: Flames of Vengeance
17 декабря 2010 года вышло дополнение «Divinity 2. Пламя мести», а также дополненная и улучшенная оригинальная игра «Divinity 2. Кровь драконов». Выполняя задания, игроки посетят неисследованные территории, встретятся с хорошо знакомыми персонажами, столкнутся с невиданными противниками, смогут использовать новое оружие, предметы и заклинания. В российском издании игра представлена полностью на русском языке — с переведенными текстами и дублированными диалогами. Локализация от Snowball Studios и «1C-СофтКлаб».